# Audika

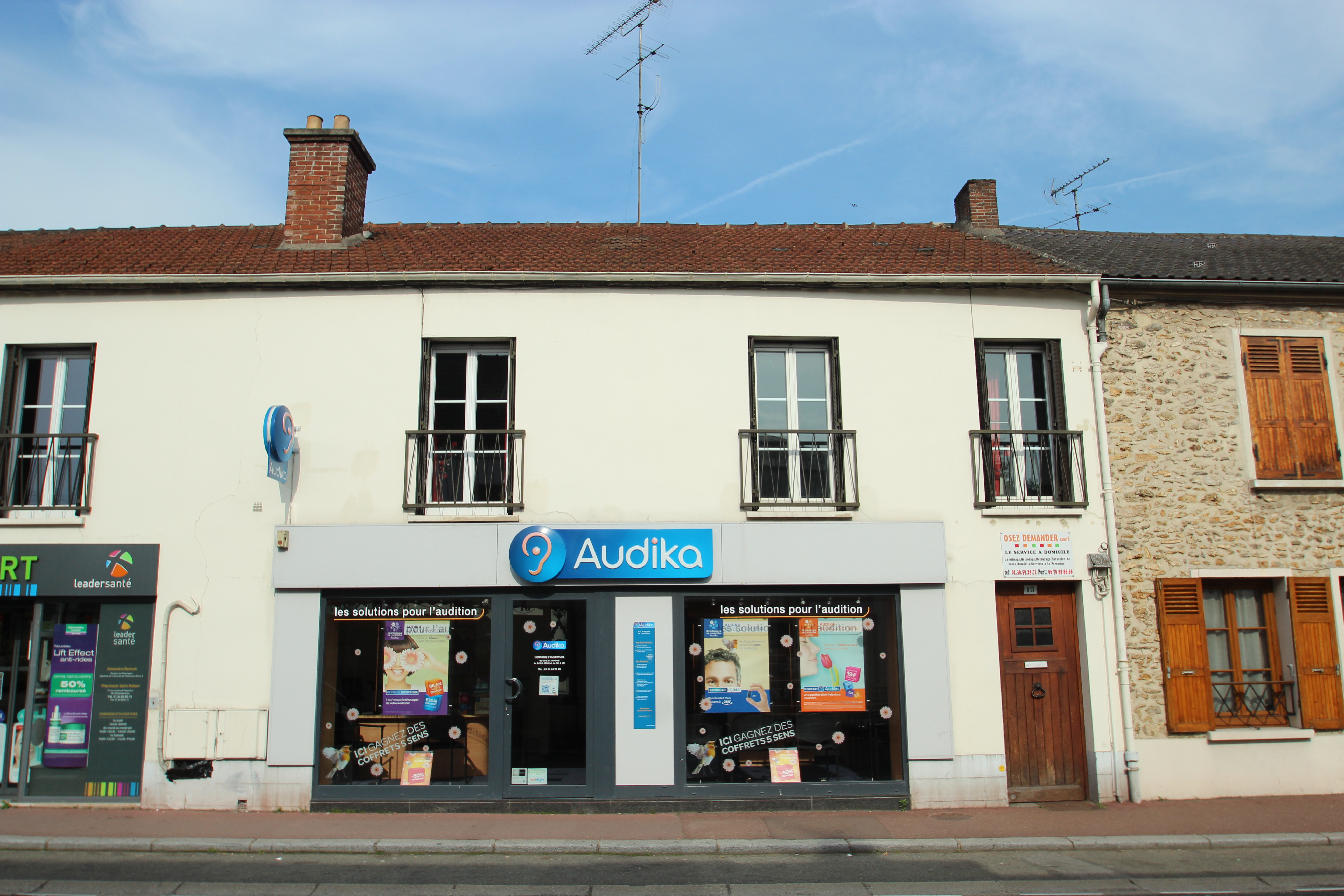
Magasin Audika à Rambouillet

Audika Groupe est une société de distribution d'appareillages de correction auditive, cotée à la Bourse de Paris jusqu'à fin 2015.
Créé en 1976, Audika a été le premier réseau français de centres de correction auditive en France. Le 9 décembre 2015 la société fait l'objet d'un rachat par le groupe danois William Demant, numéro deux mondial des solutions auditives. Le groupe danois a réalisé un chiffre d’affaires de 1,77 milliard d’euros en 2017

## Historique
L'histoire d'Audika est née d'une entente cordiale entre deux frères, Jean-Claude (alors directeur commercial d'un fabricant de prothèses auditives après avoir fait une école de notariat) et Alain Tonnard (le cadet, fraichement diplômé de gestion de Paris dauphine), ouvrent une boutique d'appareils auditifs en 1976. En 1977, ils créent une centrale d'achat et fédèrent plusieurs fabricants indépendants de prothèses, les deux frères occupant la direction de ce réseau à tour de rôle depuis.
En 1985, les deux frères fondateurs créent la franchise Audika.
Introduit en bourse depuis mai 1998, Audika est cotée sur l’Eurolist SMALL 90, compartiment B.
Depuis 2003, la communication d’Audika s’était allouée les services de Robert Hossein. Ce choix a permis à la marque de faire bondir sa notoriété sur les plus de 60 ans, qui est passée de 27 % à 62 % en 6 ans. Cette notoriété est en 2009 de 71 % grâce à une nouvelle campagne de communication.
En 2007, Audika ouvre son marché en Italie où il dispose d'une soixantaine de centres en 2010 qu'il revendra le 29 avril 2014 à son concurrent et leader mondial Amplifon.
L'historique familial continue d'être perpétué, avec notamment l’arrivée de Patrick Tonnard, le frère cadet, au poste de Directeur Marketing du groupe en 2009 tandis que Jean-Claude Tonnard est chargé du développement interne et externe du réseau et Alain Tonnard de l’organisation et la gestion de l’entreprise.
Audika a 500 centres dans 96 départements, 14 % de parts de marché et 110,7 millions d'euros de chiffre d'affaires (franchisés inclus) réalisé en 2011.
En 2013 Audika est devancé par le leader mondial, l'italien Amplifon,.

## Direction
Le groupe Audika a été co-créé par les deux frères Jean-Claude et Alain Tonnard en 1976 ; ils sont aujourd’hui respectivement chargé du développement du réseau et responsable du développement opérationnel et des opérations financières. Alain Tonnard est mandataire de 39 sociétés dans l'environnement d'Audika Groupe.
À la suite du décès d'Alain Tonnard le 19 septembre 2018, la direction de l'entreprise est reprise par Michaël Tonnard, son neveu. Après 13 ans d’expérience au sein de la maison, Michaël Tonnard a officiellement été nommé au poste de directeur général d’Audika le 21 mars 2019.